# تالامارین، ویکتوریا
تالامارین (به انگلیسی: Tullamarine) یک منطقهٔ مسکونی در استرالیا است که در ویکتوریا (استرالیا) واقع شده‌است.